# Court Central Anita Lizana
El Court Central Anita Lizana es un estadio de tenis ubicado en el Parque deportivo Estadio Nacional en la comuna de Ñuñoa en Santiago, la capital de Chile. Es un foso ovalado con capacidad para 3600 espectadores sentados, su cancha tiene superficie de arcilla de polvo de ladrillo descubierta y es el principal coliseo tenístico del país. Fue inaugurado en 1975 para albergar los encuentros de la Copa Davis disputados por el equipo chileno como local y pertenece al Club de Tenis Estadio Nacional. También acoge eventos musicales y políticos.

## Historia
Fue construido entre 1972 y 1974 por iniciativa del subsecretario de Obras Públicas, Juan Facuse, durante la presidencia de Salvador Allende, debido a su formación como periodista deportivo y el auspicioso momento del tenis chileno que dejó insuficiente al Court Central del Stade Français como la sede local, siendo estrenado en una serie ante Brasil con un aforo de 4500 personas y el nombre "Court Central del Estadio Nacional", al estar frente a este. La superficie de arcilla fue construida por Manuel Cornejo, padre del seleccionado Patricio Cornejo. En 1976 la Unión Soviética —actual Rusia— se ausentó a una serie por la dictadura militar en Chile y el recinto recibió la final de la Copa Davis jugada entre Chile e Italia —capitaneados respectivamente por Luis Ayala y Nicola Pietrangeli—, que ganó por 4-1. Acogió el inicio del Abierto de Chile entre 1976 y 1981. Aquí debutaron en la Copa Davis los alguna vez líderes en la Clasificación de la ATP individual: John McEnroe de Estados Unidos en 1978 y el local Marcelo Ríos en 1993.
En 2010 el Instituto Nacional de Deportes lo remodeló con asientos azules individuales y disminuyó su cabida en 300 asistentes. En 2011 la Federación de Tenis de Chile le colocó pista dura acrílica ante Italia y homenajeó a los equipos de la final de 1976. El 19 de noviembre de 2015, el Ministerio del Deporte lo bautizó como tributo en el centenario de su natalicio a la primera persona chilena en integrar la élite mundial del tenis, al ser un lugar de hazañas y quien fue aclamada en el complejo deportivo en 1966, y en 2017, le realizó la mayor intervención en su historia para que quedase al nivel del Torneo de Roland Garros en Francia con un costo de 247 millones de pesos chilenos.
Desde 2019, con motivo de la realización de los Juegos Panamericanos de 2023, el Court Central fue remodelado totalmente, dotándose de una estructura similar a la utilizada en Roland Garros; iluminación LED de 2000 lux; mallas, postes y flejes similares al ATP 500 de Hamburgo. El aforo del recinto quedó en 3352 y además se habilitó un Gran Stand para 1270 localidades.

## Series de la Copa Davis
Hasta 2024 el estadio ha albergado 33 series, con 24 victorias (73 %) y 9 derrotas (27 %) para el equipo chileno.
- Nota: El primer número en el resultado de la serie corresponde a Chile.

| Año  | Llave                     | N.º | Rival                | Resultado |
| ---- | ------------------------- | --- | -------------------- | --------- |
| 1975 | Zona Americana            | 1   | Brasil               | 4-1       |
| 1975 | Zona Americana            | 2   | Sudáfrica            | 5-0       |
| 1976 | Zona Americana            | 3   | Argentina            | 3-2       |
| 1976 | Zona Americana            | 4   | Sudáfrica            | 3-2       |
| 1976 | Final                     | 5   | Italia               | 1-4       |
| 1978 | Zona Americana            | 6   | Bolivia              | 5-0       |
| 1978 | Zona Americana            | 7   | Uruguay              | 5-0       |
| 1978 | Zona Americana            | 8   | Argentina            | 3-2       |
| 1978 | Zona Americana            | 9   | Estados Unidos       | 2-3       |
| 1981 | Zona Americana            | 10  | Uruguay              | 5-0       |
| 1982 | 1R Grupo Mundial          | 11  | Rumania              | 3-2       |
| 1984 | Zona Americana            | 12  | Colombia             | 5-0       |
| 1984 | Zona Americana            | 13  | México               | 5-0       |
| 1984 | Zona Americana            | 14  | Brasil               | 4-1       |
| 1985 | 1R Grupo Mundial          | 15  | Suecia               | 1-4       |
| 1986 | Zona Americana            | 16  | Canadá               | 3-2       |
| 1986 | Zona Americana            | 17  | Argentina            | 1-4       |
| 1987 | Zona Americana            | 18  | Brasil               | 2-3       |
| 1991 | Zona Americana II         | 19  | Venezuela            | 3-2       |
| 1993 | Zona Americana I          | 20  | Bahamas              | 2-3       |
| 1993 | Zona Americana I          | 21  | Canadá               | 3-1       |
| 1995 | Zona Americana I          | 22  | Uruguay              | 5-0       |
| 1996 | Zona Americana I          | 23  | Brasil               | 2-3       |
| 1996 | Zona Americana I          | 24  | Perú                 | 5-0       |
| 1997 | Zona Americana I          | 25  | Ecuador              | 4-1       |
| 1997 | Zona Americana I          | 26  | Argentina            | 3-2       |
| 2005 | Repesca Grupo Mundial     | 27  | Pakistán             | 5-0       |
| 2008 | Zona Americana I          | 28  | Canadá               | 3-2       |
| 2011 | 1R Grupo Mundial          | 29  | Estados Unidos       | 1-4       |
| 2011 | Repesca Grupo Mundial     | 30  | Italia               | 1-4       |
| 2016 | Zona Americana I          | 31  | República Dominicana | 5-0       |
| 2018 | Zona Americana I          | 32  | Ecuador              | 3-1       |
| 2024 | Clasificatoria Fase Final | 33  | Perú                 | 3-2       |

## Final de la Copa Davis
| Santiago, Chile 17 al 19 de diciembre de 1976 |  |                                    |   |   |   |    |  |
| \| 1 \| \| Jaime Fillol \| 5 \| 6 \| 5 \| 1 \| \| \| 1 \| \| Corrado Barazzutti \| 7 \| 4 \| 7 \| 6 \| \| \| 2 \| \| Patricio Cornejo \| 3 \| 1 \| 3 \| \| \| \| 2 \| \| Adriano Panatta \| 6 \| 6 \| 6 \| \| \| \| 3 \| \| Patricio Cornejo / Jaime Fillol \| 6 \| 2 \| 3 \| 7 \| \| \| 3 \| \| Paolo Bertolucci / Adriano Panatta \| 3 \| 6 \| 6 \| 9 \| \| \| 4 \| \| Jaime Fillol \| 6 \| 4 \| 6 \| 8 \| \| \| 4 \| \| Adriano Panatta \| 8 \| 6 \| 3 \| 10 \| \| \| 5 \| \| Belus Prajoux \| 6 \| 6 \| 6 \| \| \| \| 5 \| \| Antonio Zugarelli \| 4 \| 2 \| 2 \| \| \| |  |                                    |   |   |   |    |  |
| 1 |  | Jaime Fillol                       | 5 | 6 | 5 | 1  |  |
| 1 |  | Corrado Barazzutti                 | 7 | 4 | 7 | 6  |  |
| 2 |  | Patricio Cornejo                   | 3 | 1 | 3 |    |  |
| 2 |  | Adriano Panatta                    | 6 | 6 | 6 |    |  |
| 3 |  | Patricio Cornejo / Jaime Fillol    | 6 | 2 | 3 | 7  |  |
| 3 |  | Paolo Bertolucci / Adriano Panatta | 3 | 6 | 6 | 9  |  |
| 4 |  | Jaime Fillol                       | 6 | 4 | 6 | 8  |  |
| 4 |  | Adriano Panatta                    | 8 | 6 | 3 | 10 |  |
| 5 |  | Belus Prajoux                      | 6 | 6 | 6 |    |  |
| 5 |  | Antonio Zugarelli                  | 4 | 2 | 2 |    |  |